# 辛西淮

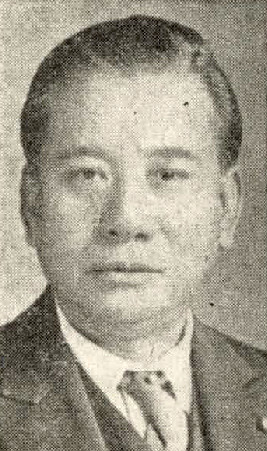
辛西淮

辛西淮（1879年2月9日—1951年12月8日），清治台灣台南府（今台南市）人，企業家與政治人物，是台南當地的著名士紳。為興南客運創辦人，曾任日治臺南市協議會會員、臺南州協議會會員、臺南州會議員等職。1945年出任台灣總督府評議會會員。

## 家族背景
辛西淮父系祖先來自中國大陸福建泉州同安縣。祖父辛省三為清代武舉人，生子辛馬歷與辛聯陞二人。辛聯陞於臺灣清領時期同妻子林玉、幼妹辛耕來臺。先是居於臺南府城大東門，後遷至東安坊馬公廟街。光緒五年（1879年），辛西淮出生於馬公廟街。3年後父親辛聯陞去世。母親林玉為人洗衣賺錢。:5

## 生平
辛西淮幼習漢文。甲午戰爭後，台灣被割讓給日本。在日本接收臺灣之前，為了躲避戰亂，母親林玉曾帶一兒一女返回同安縣坂龍尾老家。然而老家謀生不易、盜匪橫行如昔。於是在1896年戰事初定後，林玉帶著兒女再度返臺。:61896年，辛西淮開始學日文，據辛文炳回憶，辛西淮頗具語文天分，學了幾個月日文後，就被任命為憲兵隊通譯。:14
根據大正八年（1919年）出版的《臺灣事業界と中心人物》，辛西淮前後出任憲兵隊通譯（1897年2月－1898年6月）、臺南縣辨務署警吏（至1900年7月）、臺南保甲局壯丁團長（至1902年10月）、臺南廳第四十六保保正（至1904年9月）、臺南廳警務課高等特務（至1915年10月）。:15後轉任巡查補、保正、外武定區區長、西港庄庄長，成為地方基層行政人員。在任區長期間，在安南區設立了當地第一所小學。
1921年，與地方士紳共同創辦臺灣輕鐵會社，任社長。1939年，創辦臺南州自動車會社（臺南貨運公司的前身）。1940年創辦台灣機械工業株式會社（台灣機械工業公司的前身）。1942年，台灣輕鐵會社改組為興南乘合自動車會社，辛西淮任副社長。
昭和二年（1927年），臺南頂大道興濟宮重修，辛西淮參與資助重建。
辛西淮身為臺南地方的領導士紳，受到日本總督府的重視，獲佩紳章，先後出任臺南市協議會會員、臺南州協議會會員，1936年州會議員選舉出任官選議員。日後任臺南州參事會會員。在日本政府推行皇民化運動期間，辛西淮堅持保留漢人姓氏與漢人習俗信仰，但並未受到日方的刁難。
昭和二十年（1945年），出任總督府評議會會員。同年日本投降，結束第二次世界大戰，中華民國政府接收台灣。因為所有在台日本人都將被遣送回日本，11月25日，興南乘合的日本籍社長辭職，由辛西淮接任社長。興南乘合會社被改組為興南客運。
辛西淮曾經為了台灣回歸中華民國的消息而感到欣慰，但因他曾擔任過日本總督府評議會會員，受到國民政府的猜忌與監視。1946年5月，在沒有罪名的狀況下，辛西淮突然被警備總部拘捕，拘禁了五個月才被釋放，此後辛西淮遠離政治，專力於經營家族企業。
1951年12月8日，在一個停電的晚上。辛西淮在家中座椅上因心臟病發逝世。:40

## 家庭
- 辛西淮正室元配陳詠雪，光緒六年農曆四月九日（1880年5月17日）生，家住文昌祠西側。陳詠雪為前清秀才陳慶霟之女、畫師陳玉峰堂姊。[1]:41卒於1963年1月11日。陳詠雪與辛西淮育有2子2女。其女辛永春，嫁給首任民選高雄縣長洪榮華；次女辛永秋，嫁給毛昭葵，[1]:43毛昭葵為鹽分地帶文學家、醫師吳新榮妻弟。長子辛文炳，曾任臺南市長；次子辛文恭畢業於臺北帝國大學政治系。
- 辛西淮另有側室蔡勤，在生育時難產逝世。後納張鳳尾為妾，生一子辛文蘭，四女辛永菊、辛永蓮、辛永清、辛永秀。辛永清原攻鋼琴演奏，後成為廚師，在日本教授中華料理。辛永秀為聲樂家。[1]:43

## 相關傳記及研究
- 謝國興，《府城紳士：辛文炳和他的志業（1912-1999）》，2000年，台北：南天書局。

## 外部連結
- 台南市文化局-辛西淮[]